# Gunby and Stainby
Gunby and Stainby est une paroisse civile du Lincolnshire, en Angleterre.